# Кёнигсбергский собор
До́мский собо́р Богома́тери и Свято́го Адальбе́рта — недействующий кафедральный собор, расположенный в историческом районе города Калининграда — Кнайпхофе (ныне официально именуемом как «Остров Иммануила Канта»), одной из островных частей бывшего восточно-прусского города Кёнигсберга.
До начала церковной реформации XVI века собор являлся главным католическим храмом города Кёнигсберга (был посвящён Высокосвященному телу Иисуса Христа, Деве Марии, Всем Святым и Святому Адальберту), а затем главным лютеранским храмом Пруссии.
В советские годы Кафедральный собор в Калининграде являлся объектом культурного наследия и входил в перечень памятников архитектуры республиканского (РСФСР) значения за № 0058.
Кафедральный собор, построенный в стиле кирпичной (балтийской) готики, является одним из немногих готических сооружений в России.
В 2007 году собор входил в число претендентов на звание одного из «Семи чудес России».
В 2008 году по итогам акции «Семь чудес янтарного края» был назван главным символом Калининградской области.
Службы в соборе не проводятся, здание используется для размещения музейных экспозиций и проведения концертов. Действуют евангелическая и православная часовни.

## История
Первый кафедральный собор был построен между 1296 и 1302 годами в юго-западной части Альтштадта. После смерти епископа Зигфрида, при котором началось строительство собора, новым епископом стал Иоганн. Он счёл уже построенный собор слишком маленьким. По его просьбе в 1327 году магистр Тевтонского ордена выделил новый участок для строительства главной церкви города на острове Кнайпхофе.
Точная дата начала строительства собора на новом месте неизвестна. Формально его «днём рождения» считают 13 сентября 1333 года (первое упоминание в документах). В этот день магистр Тевтонского ордена дал добро на продолжение строительства собора. Первоначально проект предполагал строительство собора-крепости, потому что территория была только что завоёвана, но гроссмейстер Ордена Лютер Брауншвейгский не дал на то разрешения, сказав, что «незачем строить вторую крепость всего лишь на расстоянии полёта стрелы от орденского замка». Таким образом, приостановленное строительство было возобновлено, но теперь собор возводился уже исключительно как культовое сооружение.
Материалом для нового собора стали кирпичи старого собора (в Альтштадте), который был снесён. Специально для доставки их на остров через реку Преголю был построен мост, названный Соборным, а в городской стене Альтштадта были прорублены ворота, тоже получившие название Соборных. Оба сооружения носили временный характер; но если мост действительно позднее был разобран (он просуществовал только пятьдесят лет), то ворота простояли ещё шестьсот лет и погибли во время бомбардировки города англо-американской авиацией в августе 1944 года.
Формально, датой завершения строительства считается 1380 год, но работы в соборе продолжались и позже. И не только по внутреннему оформлению (так, между 1380 и 1400 годами нефы собора были расписаны фресками). В 1553 году к фасадам собора были пристроены башни (на шпиле одной из них был установлен флюгер-русалка).
Первоначально собор был однонефным, но потом к его западной части пристроили трёхнефный корпус. В орденские времена эти две части церкви были разделены: в однонефной части, известной как Высокие хоры, молились рыцари, в трёхнефной (Низкие хоры) — обыкновенные прихожане.
В 1519 году в соборе прошла последняя католическая служба, а уже через четыре года здесь состоялась первая евангелическая проповедь на немецком языке.
В 1528 году собор стал кнайпхофской приходской кирхой и собственностью города Кнайпхофа. Вскоре по соседству с собором возникает здание университета Альбертина, собор выполняет функции университетской церкви, а с 1650 года в южной его башне располагается Валленродская библиотека, уникальное собрание старинных книг и манускриптов. Связывает Собор и университет профессорская усыпальница, в которой с 1558 года хоронили профессоров Альбертины. Иммануил Кант был последним, кто обрёл там покой. К 200-летию со дня рождения философа в 1924 году с восточной стороны собора был воздвигнут мемориальный портик «Стоа кантиана» (автор — архитектор Фридрих Ларс). Также в соборе был похоронен герцог Альбрехт и многие его родственники, фамильная усыпальница которых находится там же. Фрагменты надгробия Альбрехта сохранились в соборе до сих пор.
В 1640 году в башне собора были установлены часы с боем, а в 1695 году в соборе появился орган.
В 1789 году в кафедральном соборе побывал Карамзин. В его путевых заметках сохранилась запись, посвящённая собору:

Здешняя кафедральная церковь огромна.
С великим примечанием рассматривал я там древнее оружие, латы и шишак благочестивейшего из маркграфов бранденбургских и храбрейшего из рыцарей своего времени.
«Где вы, — думал я, — где вы, мрачные веки, веки варварства и героизма?
Бледные тени ваши ужасают робкое просвещение наших дней. Одни сыны вдохновения дерзают вызывать их из бездны минувшего — подобно Улиссу, зовущему тени друзей из мрачных жилищ смерти, — чтобы в унылых песнях своих сохранять память чудесного изменения народов».
— Я мечтал около часа, прислонясь к столбу.— На стене изображена маркграфова беременная супруга, которая, забывая своё состояние, бросается на колени и с сердечным усердием молит небо о сохранении жизни героя, идущего побеждать врагов. Жаль, что здесь искусство не соответствует трогательности предмета! — Там же видно множество разноцветных знамён, трофеев маркграфовых.

В 1833 году собор был впервые отреставрирован, а в 1888 году там был установлен новый орган.
Между 1901 и 1907 годами Рихардом Детлефсеном, провинциальным консерватором (так в Германии называют чиновников, следящих за сохранением памятников культуры) была проведена очередная реставрация собора. При этом западному (главному) фасаду вернули черты XIV века, которые были уже к тому времени заметно изменены различными перестройками.
К началу Второй мировой войны собор имел следующие размеры:
- Длина: 88,5 метров
- Высота самой высокой (южной) башни до шпиля — 50,75 метров
- Высота части здания (без креста) — 32,14 метра

Во время бомбардировок 1944 года церковь почти полностью выгорела, но само здание устояло. Во время разгула огня партийные власти[какие?] запретили тушить собор пожарным, однако кёнигсбержцы пытались тушить храм своими силами. Впрочем, спасти убранство им не удалось: всё оно погибло в огне.
За свою долгую «немецкую» историю собору приходилось быть не только культовым сооружением. В 1344 году граф Вильгельм IV Голландский попросил у епископа разрешения провести зиму в ещё не достроенном соборе вместе со своими лошадьми, и ему не было отказано. А в 1807 году часть собора (точнее — фамильная усыпальница Альбрехта) была превращена французами в военную тюрьму.

## Интерьер и убранство[11]

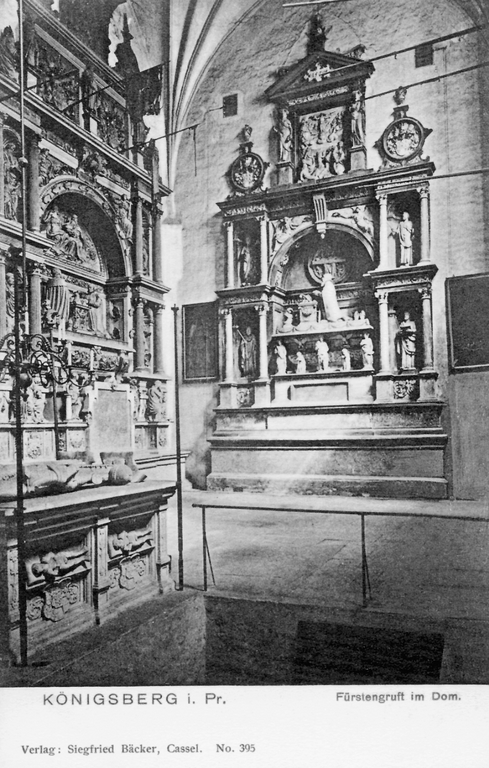
Эпитафия Альбрехта Гогенцоллерна работы Корнелиса Флориса (довоенное состояние)

Богатое убранство собора было практически полностью уничтожено (сгорело) во время Второй мировой войны. Сохранились только некоторые каменные эпитафии. Наиболее примечательная из них — эпитафия — надгробный памятник герцога Альбрехта Гогенцоллерна работы фламандского архитектора и скульптора Корнелиса Флориса (архитектор Антверпенской ратуши). Эпитафия выполнена в стиле фламандского ренессанса (маньеризма). Размеры эпитафии — 11 метров в высоту и 12,5 в ширину. Первоначально эпитафия была богато украшена скульптурами, колоннами, гербами и т. п., но после войны от неё остался только голый каркас (восстанавливается с 2009 года). Эпитафия расположена у торцевой восточной стены собора.
Помимо монументальной эпитафии Альбрехта, сохранилось несколько более скромных эпитафий XVI—XVII веков. Сейчас они укреплены на стенах собора, как с внешней, так и с внутренней стороны.
В 2008 году восстановлена эпитафия Радзивиллов.
Также интересна внутренняя башенка, заключающая винтовую лестницу, ведущую на верхние ярусы башни собора. Башенка состоит из переплетённых стрельчатых арок, которые впервые появились в нормандской архитектуре Сицилии в XI—XIII веках.

## Собор после Второй мировой войны

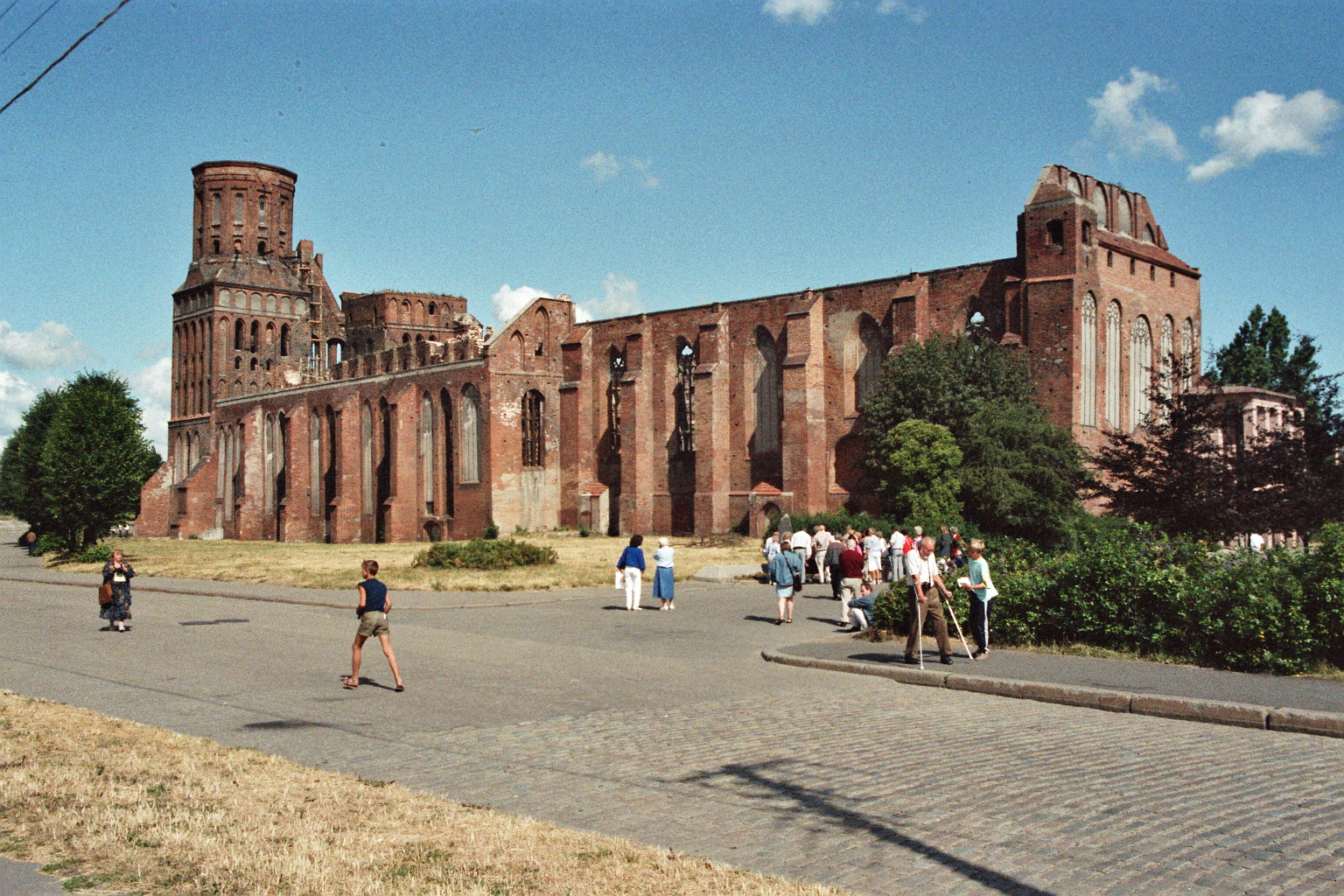
Развалины собора в 1982 году

После войны собор оставался огромными руинами. Власти его в лучшем случае «терпели», так как он (как и все довоенные сооружения) считался «символом прусского милитаризма и фашизма» и чуть ли не «бельмом на глазу нового социалистического города». Собор не снесли только потому, что у его стен был похоронен Кант.
В 1960 году собор получил статус памятника культуры республиканского значения, но никаких мер по сохранению здания предпринято не было: руины продолжали разрушаться. Только в 1976 году была предпринята попытка реставрации собора. Впрочем, от этой реставрации было больше вреда, чем пользы. В её ходе был разрушен сохранявшийся со времён войны фронтон северной башни собора. Сильно пострадали напольные эпитафии внутри собора.

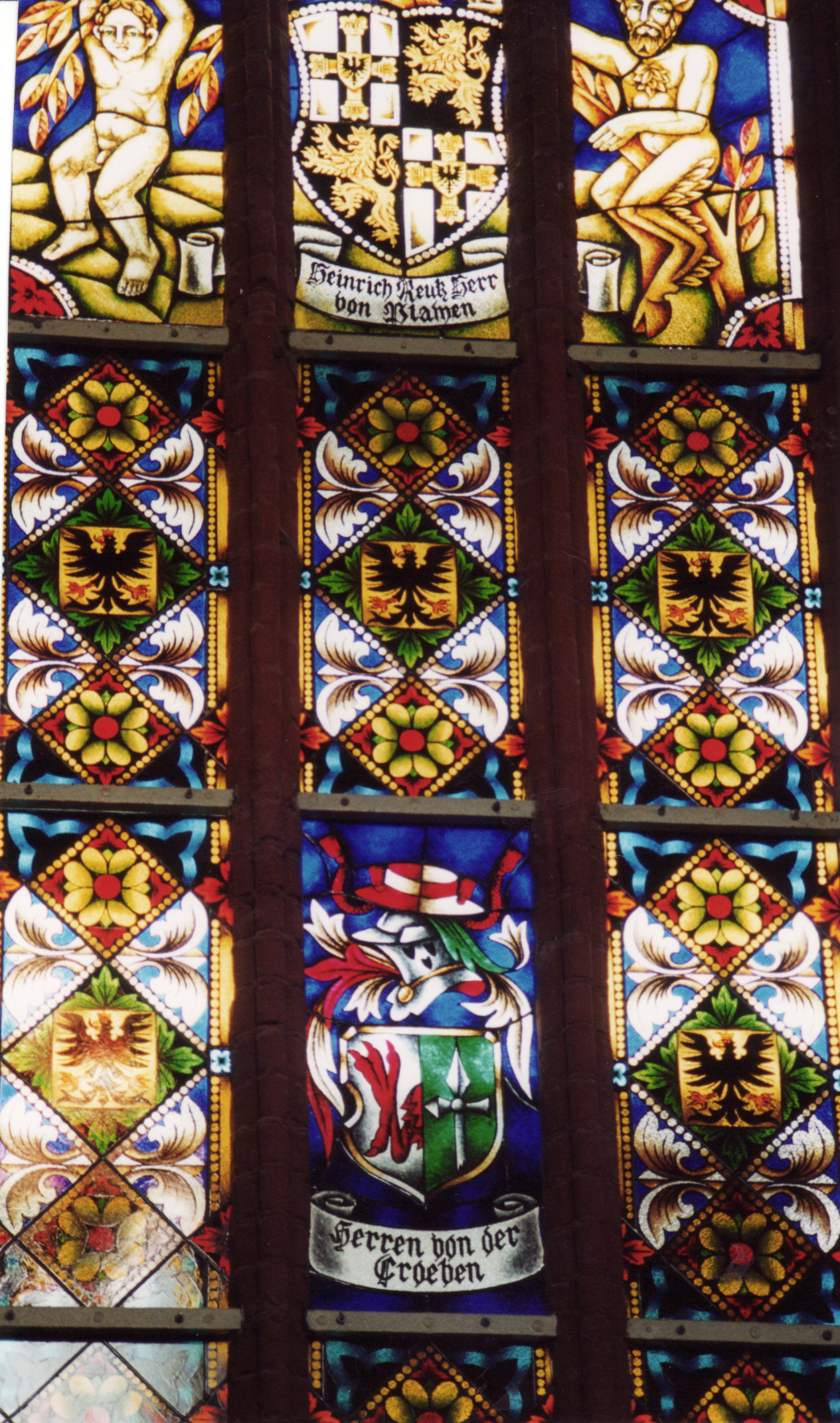
Восстановленный оконный витраж

С новой энергией дебаты о будущем собора начали разгораться с началом перестройки. Предлагалось несколько вариантов:
- Восстанавливать собор на немецкие деньги. Этот вариант, наиболее реальный, тогда вызывал много нареканий. Многие опасались, что восстановление собора за немецкие деньги станет началом «ползучей оккупации» Калининграда немцами.
- Законсервировать руины, не восстанавливая, как своеобразный памятник войне (подобные намеренно не восстановленные руины можно увидеть, например, в Англии)
- Передать собор католической общине. Обоснование данного варианта было довольно слабым, так как католическая община Калининграда невелика (в основном этнические поляки и литовцы, а также выходцы из Западной Украины и Белоруссии). К тому же бо́льшую часть своей истории собор был не католическим, а протестантским храмом. Выдвигались также предложения о превращении собора в своеобразный межконфессиональный центр-храм, где рядом могли бы молиться католики, православные и протестанты.
- Восстанавливать собор поэтапно, по мере поступления средств[17].

### Хроника восстановления собора
В 1992 году восстановлением собора занялась фирма «Кафедральный Собор» под руководством Игоря Александровича Одинцова. После комплексного исследования руин собора в 1993 году начались консервационные работы, а в 1994 — реставрационные (башни собора). 21 июня того же года был произведён монтаж шпиля собора, при этом для установки сегментов шпиля на барабане башни использовались вертолёты Балтийского флота (на вертолете Ка-27 ПС, экипаж майора И. О. Комарова из 396-й ОКПЭ, посёлок Донское).
В 1995—1996 годах проводилась реставрация эпитафий собора и надгробия Канта. Осенью 1995 года на башне собора были установлены часы и четыре колокола. Данные часы являются самыми точными часами Калининграда, так как за «фасадом», повторяющим облик часов, погибших во время войны, скрывается современнейший часовой механизм, сверяющий время по спутнику. Часы были выпущены известной фирмой «Сименс».
Между 1996 и 1998 годами велись работы по восстановлению кровли собора. В целях её облегчения она выполнена из меди, а не из черепицы, как оригинальная.
|  |

В сентябре 1998 года на малой башне были подвешены два колокола. В конце 2005 года был восстановлен интерьер Валленродской библиотеки, до войны располагавшейся в соборе. Эти работы были выполнены за три месяца калининградскими мастерами резьбы по дереву.
Однако нынешняя реставрация вызывает много нареканий. Достаточно сравнить современный вид собора с довоенными фотографиями, чтобы убедиться в том, что реставраторы далеко не всегда восстанавливают собор в точном соответствии с довоенным состоянием. О восстановлении внутреннего убранства даже и не идёт речи (впрочем, затраты на восстановление убранства были бы слишком высоки).
|  |

## Могила Канта

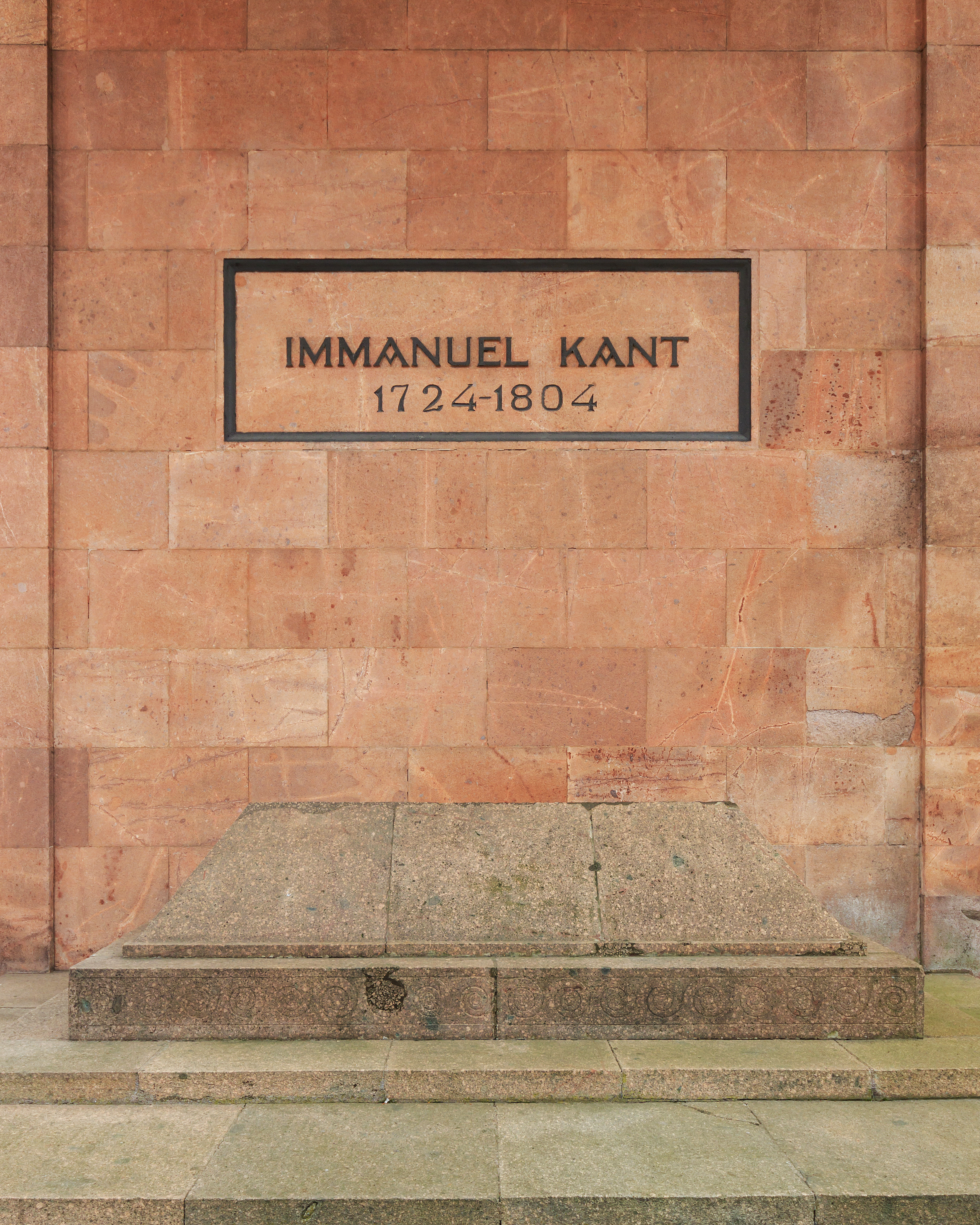
Современный вид могилы Иммануила Канта, 2017 год

Иммануил Кант был похоронен в «профессорской усыпальнице» Собора в 1804 году и стал последним похороненным в нём человеком. В 1880 году над могилой Канта была возведена часовня в стиле неоготики, которая к концу Первой мировой войны (1918) находилась в весьма плачевном состоянии.
К 200-летнему юбилею Канта (1924) на месте старой часовни по проекту Фридриха Ларса было возведено новое сооружение, выполненное в виде открытого колонного зала и разительно отличающаяся по архитектурному решению от самого Собора. Внутри зала стоит каменный гроб, который является кенотафом, останков Канта в нём нет, они покоятся глубже. Деньги на строительство были пожертвованы Хуго Стиннесом.
Могила Канта была отреставрирована в 1996 году, в числе первых работ по восстановлению Собора.

## Собор как культурно-религиозный центр
Собор восстанавливается как культурно-религиозный центр. Сейчас в восстановленном здании собора располагаются лютеранская и православная часовни, а также музей собора и музей Иммануила Канта.
Первое послевоенное богослужение у стен восстанавливаемого собора состоялось в пасхальное воскресенье 1992 года. Торжественные богослужения проходили и позже. В 1994 году служба была посвящена 450-летию университета Альбертины.
7 мая 1995 года состоялось общее богослужение представителей трёх христианских конфессий: православных, католиков и протестантов.

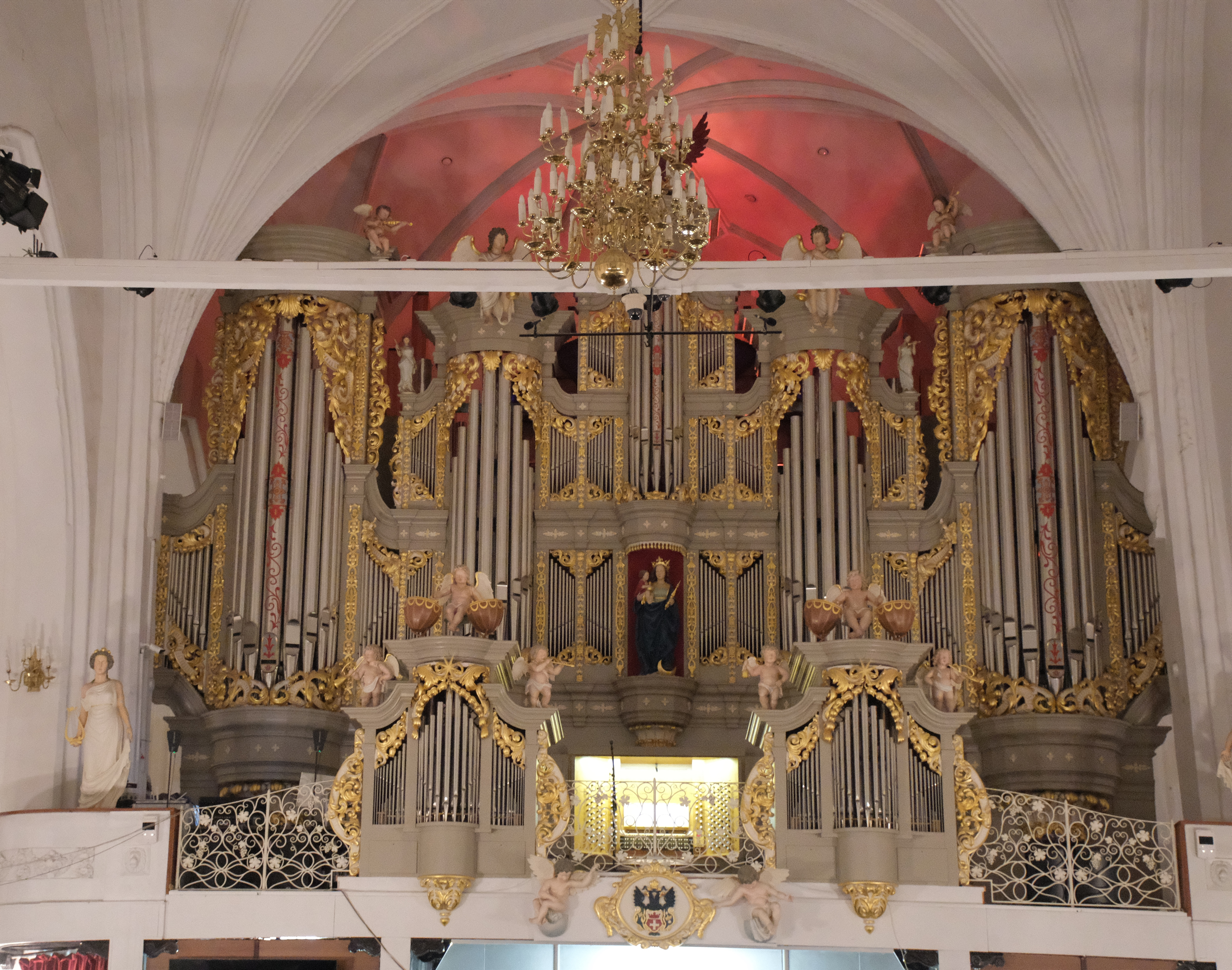
Большой орган собора

В соборе также регулярно проводятся концерты классической и религиозной музыки, в том числе с использованием двух органов, проводятся международные конкурсы органистов.

## Собор как товарный знак
В 2002 году архитектурный облик собора был зарегистрирован в Министерстве культуры как товарный знак. Таким образом ГУК «Кафедральный собор» должно получать 0,5 % дохода, получаемого при коммерческой деятельности, связанной с эксплуатацией изображения собора, например с продажи открыток и любых товаров, носящих изображение собора (к последним относятся, в частности, пачки сигарет «Соборные» и водки «Восточнопрусская». Как утверждает директор ГУК «Кафедральный собор», вырученные таким образом средства пойдут на реставрацию собора.

## Собор в кино
После войны Калининград был единственным местом СССР, где можно было снять «настоящую Германию». Естественно, в первую очередь здесь снимались фильмы о войне. В некоторых фильмах в кадр попал и собор.
- Первым художественным кинофильмом, частично запечатлевшим собор (его юго-восточную часть) стал фильм Григория Александрова «Встреча на Эльбе». Съёмки шли в 1948 году[25].
- В 1958 году непосредственно у стен собора Тимофей Левчук снял батальную сцену с танками для финала 2-й серии фильма «Киевлянка»[26].
- В картине Иосифа Хейфица «Дорогой мой человек» 1958 года герой Алексея Баталова хоронит своих боевых товарищей на фоне башни собора[27].
- В военной драме 1961 года «Мир входящему» герой Александра Демьяненко проезжает по Дровяному мосту на фоне руин собора[28].
- В том же 1961 году в фильме «Украинская рапсодия» показаны руины собора, где главные герои осматривают его разрушенный алтарь[29].
- В 1964 году режиссёр Резо Чхеидзе снимает в Калининграде финальные сцены фильма «Отец солдата». Кинокамера запечатлела советских солдат на Дровяном мосту на фоне руин собора.
- В 1965 году в соборе снимаются два фильма. Первый — картина узбекского режиссёра Шухрата Аббасова «Прозрение». Главный герой — советский танкист — ведёт бой внутри руин собора и погибает у его главного входа[30]. Второй — шпионский детектив уральских кинематографистов «Игра без правил». Герои картины проводят деловую встречу на руинах собора. При этом они проходят сквозь пролом в стене, в непосредственной близости от могилы Канта[31].
- В 1967 году собор выступил в качестве частичной декорации для картины Владимира Мотыля «Женя, Женечка и „катюша“». На фоне собора герой Олега Даля, солдат Колышкин, опрокидывает канистру с бензином.
- В 1968 году Алексей Швачко снимает в Калининграде фильм «Разведчики». Внутреннее убранство собора вновь выступило локацией, где происходит борьба советских и немецких солдат[32].
- Внешний вид руин собора хорошо можно рассмотреть в картине 1972 года Степана Пучиняна «Схватка». Герои Людмилы Чурсиной и Лаймониса Норейки катаются на фоне собора на велосипеде[33].
- В драме «Точка отсчёта» 1979 года руины собора показаны в виде отражения в стёклах автомобиля героев картины, а также когда-то стоявшего напротив плавучего ресторана «Алые паруса».
- В фильме «Жена керосинщика» 1988 года в одном фрагменте священник (бывший фронтовик) сидит в руинах собора, а за его спиной в одном из оконных проёмов пихаются два ангела — русский и немецкий.
- В 1991 году на руинах собора снята последняя советская фильм-сказка — «Сказка о купеческой дочери и таинственном цветке», по мотивам известной сказки «Аленький цветочек». Собору досталась роль замка заколдованного принца (наряду с руинами замка Бальга)[34].

В наши дни кино в Калининграде продолжает активно сниматься, и собор очень часто попадает на экран. В частности, в 2006 году снят фильм «Любовь в Кёнигсберге». В одном фрагменте главная героиня и главный герой встречаются в зале Кафедрального собора и целуются на фоне ремонта. Здание собора также можно увидеть на некоторых кадрах из сериала «Жёлтый глаз тигра» (2018).

## Собор в филателии и нумизматике
- В 2005 году в России была выпущена почтовая марка, посвящённая 750-летию основания Калининграда. На ней изображено несколько достопримечательностей города, в том числе и Кафедральный собор.
- Кафедральный собор изображён на входящей в серию «Древние города России» юбилейной монете (номинал — 10 рублей), выпущенной пятимиллионным тиражом в 2005 году. В Калининграде недоумение вызвал тот факт, что на монете собор изображён без крыши, то есть в состоянии на 1996 год и ранее[35][36].

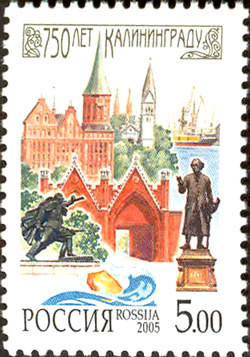
Российская почтовая марка «750 лет Калининграду» (2005 год).
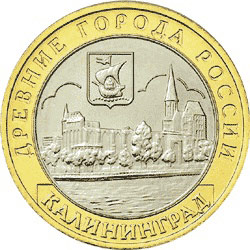
Российская юбилейная монета достоинством 10 рублей из цикла «Древние города России», посвящённая Калининграду (реверс, 2005 год).